# Gemeinderatswahl in St. Pölten 1927
Die Gemeinderatswahl 1927 fand am 24. April 1927 statt und war die vierte Gemeinderatswahl in St. Pölten nach Kriegsende. Die Sozialdemokratische Arbeiterpartei Deutschösterreichs gewann abermals die Wahl, konnte die meisten Stimmen auf sich vereinen und erreichte die absolute Mehrheit.

## Ausgangslage
Die Gemeinderatswahl fand am gleichen Tag wie die Nationalratswahl, die niederösterreichische Landtagswahl sowie zwei weitere Landtagswahlen und zahlreiche andere Gemeinderatswahlen statt.

### Wahlwerbende Parteien und Wahlverlauf
Bei den Wahlen trat die Sozialdemokratische Arbeiterpartei Deutschösterreichs (SDAPDÖ) wie 1922 unter Hubert Schnofl an. Die 1922 als Wahlgemeinschaft der vereinigten christlichsozialen und großdeutschen Volksparteien (WG) angetretene Wahlgemeinschaft aus Christlichsoziale Partei (CS) sowie die Großdeutsche Volkspartei (GDVP) traten als Einheitsliste (EL) unter Georg Prader an.
Die Nationalsozialistische Deutsche Arbeiterpartei (NSDAP) trat unter Franz Umlauf an, weiters stellten sich die Kommunistische Partei Österreichs (KPÖ) und der Völkisch-soziale Block (VSB) zur Wahl.

## Wahlergebnis
Bei der Wahl vom 24. April 1927 konnte die SDAPDÖ Gewinne erzielen und die meisten Stimmen auf sich vereinen sowie die absolute Mehrheit erringen.
|                    | Ergebnisse 1927  | Ergebnisse 1927  | Ergebnisse 1927  | Ergebnisse 1922  | Ergebnisse 1922  | Ergebnisse 1922  | Differenzen      | Differenzen      | Differenzen      |
| ------------------ | ---------------- | ---------------- | ---------------- | ---------------- | ---------------- | ---------------- | ---------------- | ---------------- | ---------------- |
| Stimmen            | %                | Mand.            | Stimmen          | %                | Mand.            | Stimmen          | %                | Mand.            |                  |
| Wahlberechtigte    | 21.810           |                  |                  | 18.893           |                  |                  | + 2.917          |                  |                  |
| Abgegebene Stimmen | 20.318           | 93,2 %           |                  | 16.290           | 86,2 %           |                  | + 4.028          | + 7,0 %          |                  |
| ungültige Stimmen  | 2                | 0,0 %            |                  | 80               | 0,5 %            |                  | - 78             | - 0,5 %          |                  |
| gültige Stimmen    | 20.316           | 100,0 %          |                  | 16.210           | 99,5 %           |                  | + 4.106          | + 0,5 %          |                  |
| Partei             |                  |                  |                  |                  |                  |                  |                  |                  |                  |
| SDAPDÖ             | 13.023           | 64,1 %           | 28               | 10.364           | 63,9 %           | 28               | + 2.659          | + 0,2 %          | ± 0              |
| EL                 | 6.305            | 31,0 %           | 13               | 4.681            | 28,9 %           | 12               | + 1.624          | + 2,1 %          | + 1              |
| NSDAP              | 650              | 3,2 %            | 1                | 898              | 5,5 %            | 2                | + 248            | −2,3 %           | - 1              |
| KPÖ                | 185              | 0,9 %            | 0                | nicht kandidiert | nicht kandidiert | nicht kandidiert | nicht kandidiert | nicht kandidiert | nicht kandidiert |
| VSB                | 153              | 0,8 %            | 0                | nicht kandidiert | nicht kandidiert | nicht kandidiert | nicht kandidiert | nicht kandidiert | nicht kandidiert |
| BDP                | nicht kandidiert | nicht kandidiert | nicht kandidiert | 234              | 1,4 %            | 0                | nicht kandidiert | nicht kandidiert | nicht kandidiert |
| FP                 | nicht kandidiert | nicht kandidiert | nicht kandidiert | 33               | 0,2 %            | 0                | nicht kandidiert | nicht kandidiert | nicht kandidiert |
| Gesamt             | 20.316           | 100,0 %          | 42               | 16.210           | 100,0 %          | 42               | +                | ± 0              | ± 0              |

## Auswirkungen
- SDAP: 28
- EL: 13
- NSDAP: 1

Der neu gewählte Gemeinderat traf sich am 16. Mai 1927 zu seiner konstituierenden Sitzung. Dabei wurde Hubert Schnofl  mit 40 der 40 abgegebenen Stimmen zum Bürgermeister gewählt. Zum ersten Vizebürgermeister wurde Franz Peer (SDAPDÖ), zum zweiten Vizebürgermeister Georg Prader (EL) gewählt.